# جون جي تايلور
جون جي تايلور (بالإنجليزية: John G. Taylor)‏ (و. 1931 – 2012 م) هو فيزيائي، وعالم أعصاب 

## التعليم
تعلم في كلية المسيح في جامعة كامبريدج ‏

## مناصب وهيئات
أدار كلية كينجز لندن.

## مؤلفات
- عقول المستقبل (1971).[4] صدرت له ترجمة ضمن سلسلة عالم المعرفة في أغسطس 1985.[5]